# 9 Regiment Pieszy Raczyńskiego

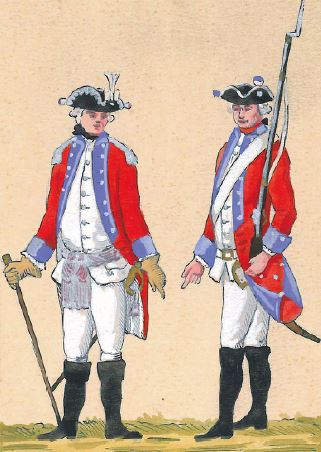
Żołnierze regimentu Raczyńskiego w 1775

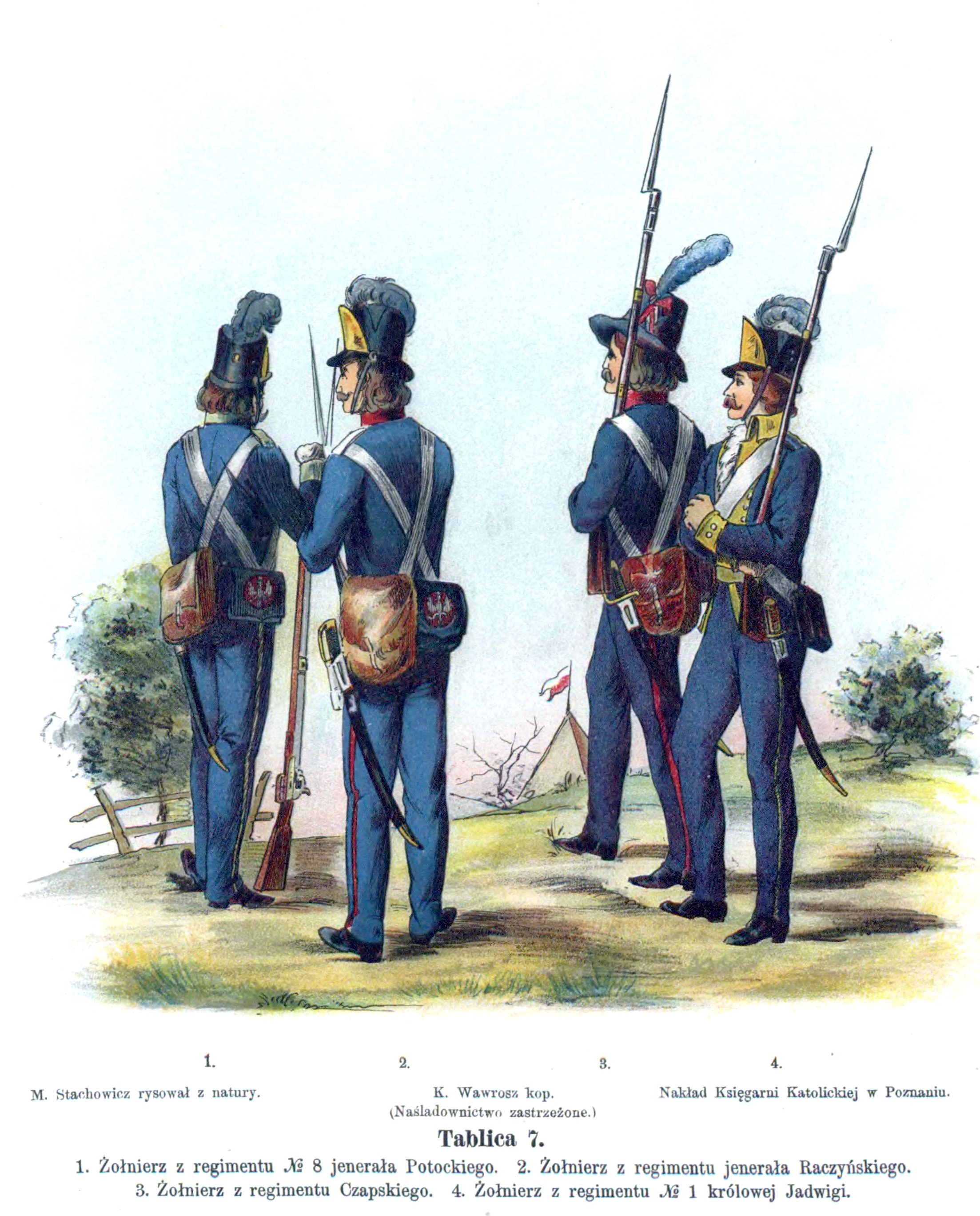
Żołnierz regimentu Raczyńskiego w czasie insurekcji kościuszkowskiej (2.)

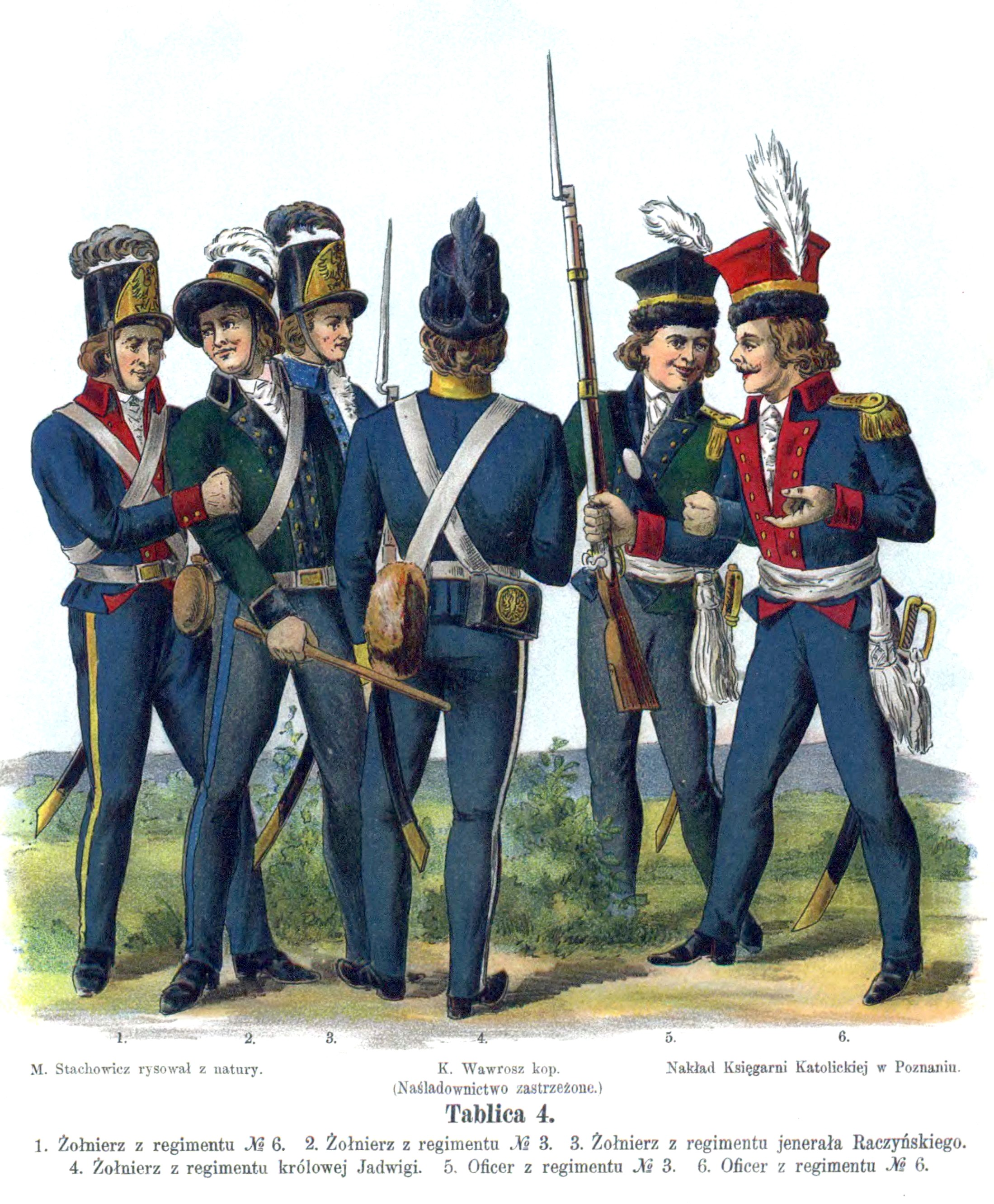
Żołnierz (3.) 9 regimentu

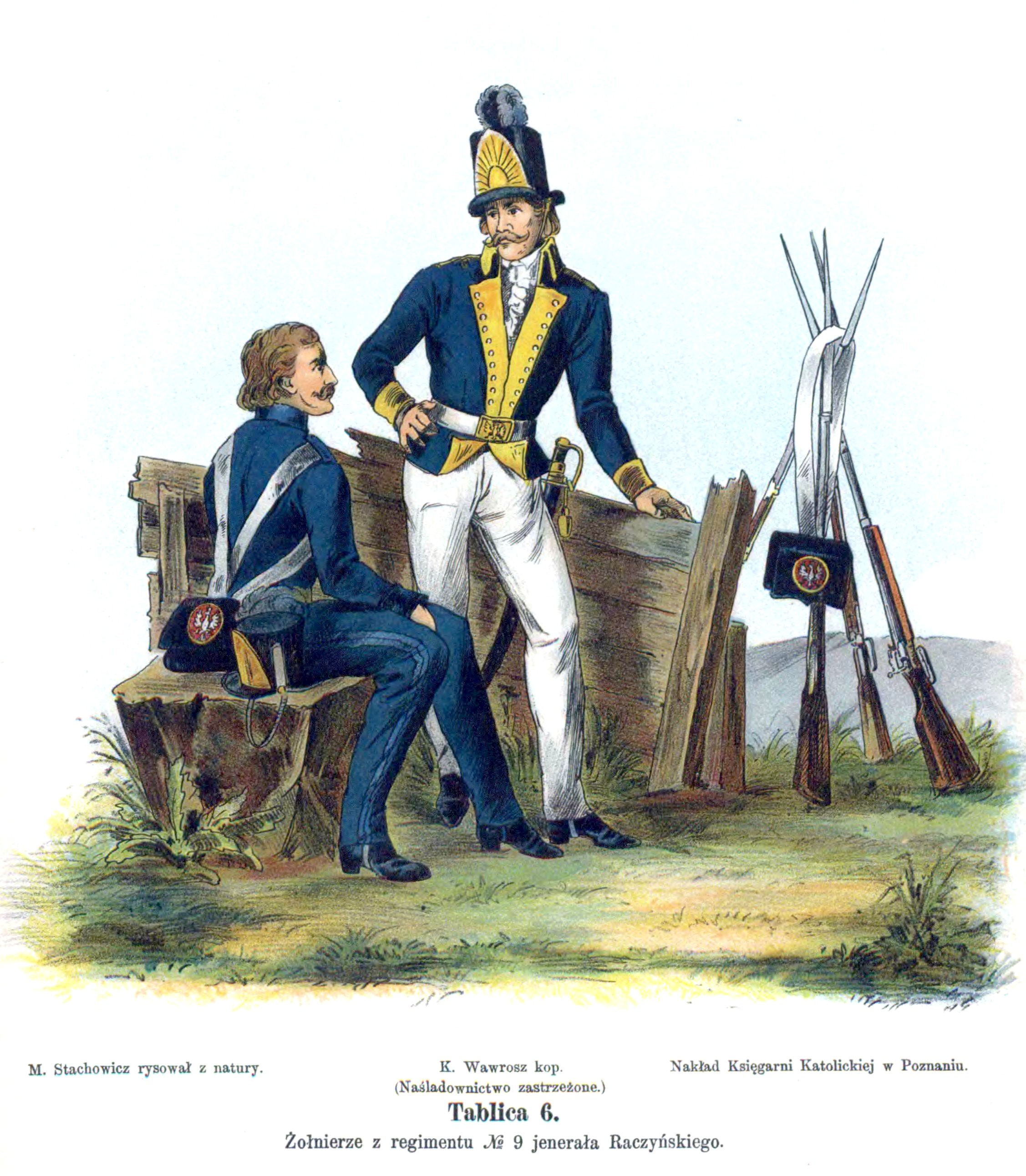
Żołnierze 9 regimentu

9 Regiment Pieszy Raczyńskiego – oddział piechoty armii koronnej wojska I Rzeczypospolitej.

## Formowanie i zmiany organizacyjne
Sformowany jako Regiment Dragonów Fundacji Raczyńskich. W 1776 spieszony. Filip Nereusz Raczyński kupił jego szefostwo, a w 1779 regiment został przeformowany na 9 Regiment Pieszy Koronny.
Sejm roku 1776 ułożył nowy etat wojska, zmieniając znacznie jego strukturę. Regiment miał liczyć 6 kompanii, w sumie etatowo 353 żołnierzy, a praktycznie w 1778 roku 349 głów. W 1786 nadal roku liczył 353 żołnierzy. Wchodził w skład Dywizji Wielkopolskiej.
W 1775 roku ujednolicono uzbrojenie podoficerów i szeregowych, odbierając tym pierwszym broń krótką, a oficerom pozostawiając jedynie szpady.
W 1786 roku wprowadzono numeracje regimentów piechoty od 1 do 14. Regiment gwardii pozostał bez numeru.
Zwykle nazywany był "Regimentem Pieszym Filipa Raczyńskiego". Przez większą część swojego istnienia nosił numer 9, który otrzymał w 1789. Jednakże dwukrotnie na krótko zmieniał numer: po raz pierwszy z początkiem 1790 na nr 10, by w styczniu 1792 roku powrócić na miejsce dziewiąte. I po raz drugi na początku 1794 na nr 7. Z początkiem insurekcji kościuszkowskiej powrócił do numeru 9.
Reformy Sejmu Wielkiego zwiększyły stany polskiej piechoty w poszczególnych regimentach. Etaty z października 1789 i maja 1792 roku zakładały istnienie regimentu składającego się z dwunastu kompanii uszykowanych w trzy bataliony, w tym jeden grenadierski i dwa fizylierskie. W praktyce nigdy takiej organizacji nie osiągnięto. Jedynie w 1790 rozbudowano regiment o dwie kompanie. W przededniu wojna w obronie Konstytucji 3 maja 9 regiment piechoty szefostwa Franciszka Raczyńskiego liczył 1347 żołnierzy.
Liczebność regimentu w 1792 roku wynosiła 1417 osób, w marcu 1794 – 709, a we wrześniu 1246 żołnierzy.

### Regiment w powstaniu kościuszkowskim
W marcu 1994 regiment liczył około 650 żołnierzy. W czerwcu jego I batalion liczył 400 żołnierzy, a II batalion – 370. Na początku września oba bataliony znalazły się w dywizji gen. lejtn. Poniatowskiego, licząc w sumie 1246 ludzi. 30 października po przyjęciu 207 kantonistów i stracie 57 regiment liczył 867 żołnierzy. Na uzbrojeniu regiment posiadał 552 karabiny.
Regimentem podczas powstania dowodził płk Karol Gordon. Jego zastępcą był ppłk Franciszek Jounga, a po nim ppłk Zygmunt Tolkmit. W regimencie służyli też majorowie: Ossowski, Hieronim Bronicki i Rafał Moraczewski. Służyli w nim też kpt. Gordon, kpt. Siemianowski, kpt. Lemański, sztabskpt. Gisiler, por. Krzycki, sztabskpt. Grabski i por. Chądzyński, por. Antoni Grekowicz. Dawny konfederat barski kpt. Józef Trzebiński ze względu na wiek w powstaniu udziału nie wziął.

## Barwy regimentu
- po 1776: wyłogi chabrowe, guziki srebrne[17]

W roku 1789  zmieniono poważnie krój i kolor mundurów piechoty. Składał on się z kurtki zimowej koloru granatowego z wyłogami różowymi, naramiennikami srebrnymi, Lejbika białego ze stojącym kołnierzem, w lecie koletu sukiennego w kolorze białym z wykładkami podobnymi do wyłogów, zapinanego na guziki białe od dołu do góry, długich białych spodni wkładanych do butów kroju węgierskiego, wysokich do kolan i wyciętych z tyłu, a wreszcie z kołpaka okrągłego filcowego, wysokiego na około 30 cm, z sukiennym wierzchem pąsowym, daszkiem i blachą mosiężną z orłem. Żołnierze nosili poza tym halsztuki i naramiennik z czarnej szmelcowanej blachy z nicianym kutasem, jako strój zaś koszarowy — kitle i furażerki. Mundury były o wiele wygodniejsze i pozwalały na większą swobodę ruchów. Strój oficerów różnił się barankowym czarnym obszyciem czapek i galonami. Roczny koszt umundurowania piechura (wraz z przymunderunkiem) wynosił 111 zł.
- podczas insurekcji kościuszkowskiej: wyłogi różowe, guziki srebrne[17].

## Żołnierze regimentu
Regimentem dowodził zazwyczaj pułkownik. Stanowisko szefa regimentu, związane z wielkimi poborami, było najczęściej uważane za synekurę. Szef posiadał prawo fortragowania (przedstawiania do awansu) oficerów. Do 1789 roku w sztabie służyło dziesięciu oficerów. Byli to: szef regimentu, pułkownik, podpułkownik, major, regimentskwatermistrz, adiutant, audytor i regimentsfelczer. Szefa i pułkownika w dowodzeniu kompaniami zastępowali kapitanowie sztabowi. W kompaniach do 1790 roku było trzech kapitanów, sześciu poruczników i sześciu chorążych. Zatem w regimencie znajdowało się 25 oficerów wyłączając kapelana.

W 1790 roku pojawił się drugi major, ponownie trzeci kapitan sztabowy, siódmy i ósmy porucznik, siódmy i ósmy chorąży i ośmiu podporuczników. Nie wiadomo czy w 1790 roku. pojawił się drugi adiutant, jak to miało miejsce w pozostałych regimentach. W styczniu 1793 roku został nim por. Jan Krzycki. Podniosło to liczbę etatowych oficerów do 40.
W 1771 roku Filip Raczyński przejął szefostwo (jeszcze regimentu dragonów) od Hieronima Wielopolskiego i pełnił tę funkcję do czasów powstania kościuszkowskiego.
Szef regimentu:
- Filip Nereusz Raczyński (starosta mościcki, gen. mjr 2 marca 1768)

Pułkownicy:
- Ludwik Ferdynand de Tiedemann,
- Marcin (Maciej) Gisler (Giesler) (do 12.10.1791),
- Karol Gordon (28 września 1791–4 maja 1793, ciężko ranny 27 sierpnia 1794)[8].

## Walki regimentu
9 Regiment Pieszy Koronny uczestniczył w 1792 w VII wojnie polsko-rosyjskiej toczonej w obronie Konstytucji 3 Maja. Szef: Filip Nereusz Raczyński. Stan osobowy: 1440 ludzi. Po zwycięstwie targowiczan Raczyński nadal szefował regimentowi (szefostwo utracił dopiero w 1794 i osiadł wówczas w Głogowie).
Jeden batalion 9 Regimentu Pieszego Koronnego wziął także udział w bitwie pod Racławicami (4 kwietnia 1794). Szef: gen. Filip Nereusz Raczyński. Stan osobowy: 400 ludzi.
Bitwy i potyczki:
- bitwa pod Zieleńcami (17 czerwca 1792),
- Włodzimierz (7 lipca),
- bitwa pod Szczekocinami (6 czerwca 1794),
- Chełm (8 czerwca),
- bitwa pod Gołkowem (9 lipca),
- bitwa pod Raszynem (10 lipca),
- Wola (27 lipca),
- Górce (14 sierpnia),
- Marymont (26 sierpnia),
- Wawrzyszew (27 sierpnia),
- Wola (28 sierpnia),
- Bielany (1 września)

## Hierarchia regimentu
Regiment przez większość swej historii nosił nr 9. Z początkiem 1790 roku zmieniono mu numer na 10 i drugi raz na początku 1794  na 7. Z początkiem powstania kościuszkowskiego powrócił do numeru 9.
Schemat:
- regiment dragonów Fundacji Raczyńskich (-1776) → regiment pieszy Fundacji Raczyńskich nr 9 (1776 - 1786) → regiment 9 pieszy Raczyńskiego  (1786 - 1790) → regiment 10 pieszy Raczyńskiego  (1790 - 1794) → regiment 7 pieszy Raczyńskiego  (1794) → od 1794 regiment 9 pieszy Raczyńskiego ↘ rozformowany w 1795